# 索引家協会
索引家協会 (さくいんかきょうかい、The Society of Indexers; SI) は、索引専門家の団体で、イギリスのシェフィールドに本部を置くが会員は世界各国にいる。協会の設立は1957年で、季刊誌『索引家 (The Indexer)』を1958年から刊行している。イギリス索引家協会とも呼ばれる。

## 歴史
索引家協会は1957年3月30日、イギリスの全国図書連盟において、弁護士で索引家のG・ノーマン・ナイトと約60名の人々により公式に設立された。彼は「書籍や雑誌の索引家がかつて持っていた孤立感を取り除いたことは、この協会の功績の一つである」と述べた。
後に世界各地の会員はそれぞれの地域で協会を組織した。
- アメリカ索引家協会[5] 1968年創設[3]
- カナダ索引家協会（英語版）[6] 1977年創設[3]
- オーストラリア・ニュージーランド索引家協会[7] 1976年創設[3]
- 中国索引学会[8]

1979年7月に第1回国際会議をロンドンで開催した。

## 概要
索引家協会は索引の振興、索引の品質向上、そして索引専門家のためにある。協会は専門家会員の技能を向上するための遠隔訓練コースを提供している。一層の専門的経験をつむと上級専門家会員となり、さらに先には経験と索引品質の証明として協会フェローの資格が与えられる。
協会がオンラインで提供する登録索引専門家名簿には、フリーランスで索引作成を行う資格のある会員が掲載されている。

## 出版物
1958年から協会の機関誌として出版されている『索引家 (The Indexer)』のISSNは、印刷版が0019-4131、オンライン版は1756-0632である。副題は当初『Journal of the Society of Indexers』であったが、アメリカ索引家協会が加盟したことで1974年から『Journal of the Society of Indexers and of the American Society of Indexers』となった。その後オーストラリアやカナダの協会が加盟するごとに副題はそれらの協会名を追加していき、1999年に『The International Journal of Indexing』となった。このように機関誌は協会に加盟している世界中の索引家協会全体の公式機関誌である。刊行頻度は当初年2回刊であったが、2008年から季刊になった。2019年からはリヴァプール大学出版局から出版されており、2024年現在刊行中である。全ての版はオンラインで提供され、編集者は2023年現在Mary Coeである。過去の編集者にはモーリーン・マクグラシャンやヘーゼル・K・ベルがいる。
協会のニュースレターである『SIdelights』 (ISSN 1363-9854) が協会員のみを対象に季刊で刊行されている。

## 賞
索引家ヘンリー・B・ホイートリーを記念したホイートリー・メダルや、初代会長ゴードン・V・キャリーを記念したキャリー賞などを授与している。